# Bagarius rutilus
Bagarius rutilus es una especie de peces de la familia Sisoridae en el orden de los Siluriformes.

## Morfología
Los machos pueden llegar alcanzar los 100 cm de longitud total.
Número de  vértebras: 42-43.

## Hábitat
Es un pez de agua dulce y de clima tropical.

## Distribución geográfica
Se encuentran en Asia: Laos, Vietnam y China (Yunnan).